# 南昌市第十九中学
南昌市第十九中学，位于江西省南昌市红谷滩新区。创于1963年，是江西省首批省级重点中学，曾两次荣获“红旗学校”称号，两次荣获省长亲署嘉奖令，是省市文明单位。近年来又被评为南昌市名校、南昌市绿色学校、南昌市花园式学校、江西省现代技术示范校、江西省科研示范校、全国中小学心理健康教育先进单位等。

## 校训校风
校训:以天下为己任

校风:求传承之真，务发展之实

教风:教书为乐，育人为本

学风:学习为乐，做人为本
1. ↑  . www.nc.gov.cn.   [2025-01-11].